# Quatuor à cordes no 3 de Górecki
Pour les articles homonymes, voir Quatuor à cordes no 3.
Le Troisième Quatuor à cordes (opus 67) est une œuvre de musique de chambre composée par Henryk Górecki en 1999.

## Historique
Il s'agit d'une œuvre incomplète de son auteur commissionnée pour le Kronos Quartet.

## Structure
L'œuvre est en cinq mouvements :
1. Adagio molto andante cantabile
2. Largo cantabile
3. Allegro sempre ben marcato
4. Deciso espressivo ma ben tenuto
5. Largo tranquillo

## Discographie sélective
- Kronos Quartet, Nonesuch Records, 2007